# Újezd u Svatého Kříže
Újezd u Svatého Kříže település Csehországban, Rokycanyi járásban. Újezd u Svatého Kříže Němčovice, Břasy és Radnice településekkel határos. Lakosainak száma 230 fő (2024. január 1.).

## Népesség
A település lakosságának változását az alábbi diagram mutatja:
| Lakosok száma | 539  | 746  | 767  | 429  | 298  | 230  | 229  | 243  | 237  | 230  |
|               | 1869 | 1900 | 1921 | 1961 | 1980 | 2011 | 2016 | 2019 | 2021 | 2024 |